# Atlantis, the Lost Continent
Atlantis, the Lost Continent é um filme estadunidense, produzido e dirigido por George Pal, com música de Russell Garcia, tendo por tema o lendário continente da Atlântida.

## Sinopse
Um jovem pescador grego, Demetrius, evita que uma bela mulher se afogue e, já apaixonado por ela, decide levá-la de volta à sua terra, sem saber que ela é, nada mais, nada menos, do que uma princesa do fabuloso reino da Atlântida, situado além das Colunas de Hércules.

## Elenco
- Anthony Hall - Demetrios
- Joyce Taylor - Princesa Antillia
- John Dall - Zaren
- William Smith - Capitão da Guarda
- Edward Platt - Sumo sacerdote
- Frank DeKova - Astrólogo